# Kleinhammer

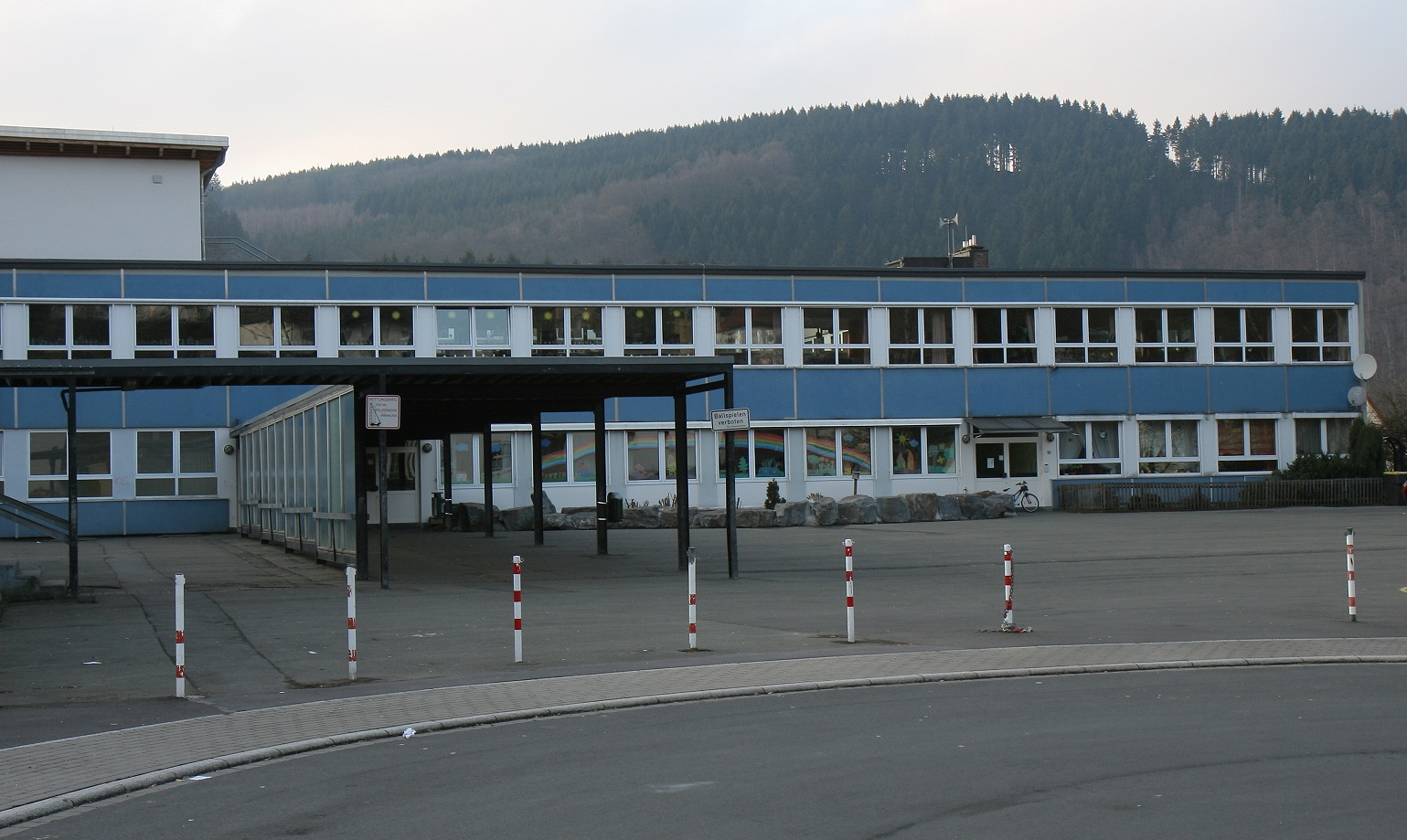
Städtische Gemeinschaftsgrundschule

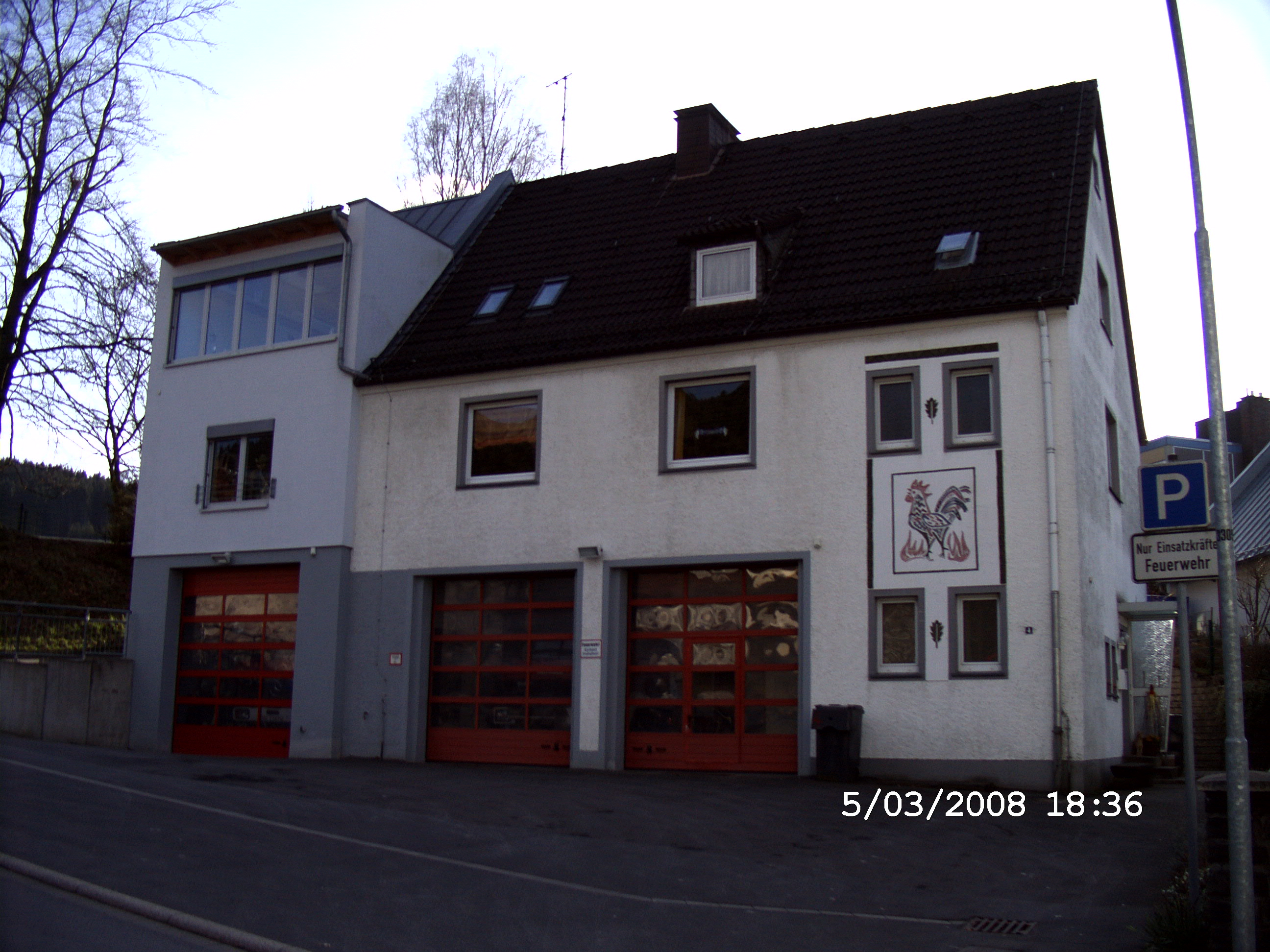
Feuerwehrhaus

Kleinhammer ist ein Ortsteil der Stadt Werdohl im Märkischen Kreis im Bundesland Nordrhein-Westfalen.

## Geographie
Die Ortschaft liegt im Solmecketal, einem Seitental der Verse. Die Entfernung zum Stadtkern Werdohl beträgt ca. 2 km Luftlinie. Eingebettet in die südwestlichen Ausläufer des Lennegebirges liegt der Ort am nördlichen Rand des Naturparks Ebbegebirge im Sauerland.

## Nachbarorte
- Grimminghausen
- Rärin
- Pungelscheid
- Eveking

## Geschichte
Der Ortsname lässt sich auf ein Hammerwerk zurückführen, welches hier ab dem 16. Jahrhundert betrieben wurde. Eine Karte belegt den Bestand zweier Hammerwerke: den Henneckenhammer und den Kleinhammer.
Zusätzlich zu dieser Kleinindustrie entstanden in unmittelbarer Nähe noch einige bäuerliche Anwesen.
Das Jahr 1929 ist das Gründungsjahr der Freiwilligen Feuerwehr Kleinhammer.

## Verkehr
Kleinhammer liegt an der Bundesstraße 229. Ein regelmäßiger Busverkehr wird durch die Märkische Verkehrsgesellschaft (MVG) gewährleistet.